# 立花龍司
立花 龍司（たちばな りゅうじ、1964年7月3日 - ）は、大阪府出身のアスレティックトレーナー、プロ野球コーチ。愛称はタッチ。

## 来歴・人物
子供の頃から投手として野球を始め、高校野球で全国優勝の経験を持つ強豪の浪商高校野球部に入部したが、在籍中に過重な練習による酷使から右肩を痛め、活躍はできなかった。その後は大阪商業大学経済学部に進学したが、肩の痛みが抜けず、大学3年の時に現役続行を断念した。
年齢の早いうちに選手生命が絶たれた自らの苦い経験から、野球でも合理的なトレーニングの実践が重要だと理解し、大阪商業大学に在籍しながら天理大学体育学部でスポーツ医学の単位を取得した。
1987年、大学卒業後にダイナミックスポーツ医学研究所（大阪市中央区）へ就職。スポーツ医学の専門機関で、トレーニングやリハビリテーションの実践を経験した。
1989年、近鉄バファローズのコンディショニングコーチとして初めてプロ野球チームと契約。専門知識を習得し、アメリカなどで広まっていた最新のトレーニング理論を導入した立花の指導は、走り込み・投げ込みを徹底させる従来の長時間練習とは大きく異なり、コーチからは反発も受けたが、負傷者の減少などの効果が出たことから監督の仰木彬や近鉄の選手の間で高く評価された。特に1990年に近鉄へ入団した野茂英雄からの信頼は厚く、両者の近鉄退団後も指導を続けることになった。1989年近鉄入団以来、毎年オフシーズンには自費で渡米しメジャーのトレーニング、リハビリを学ぶ。　
1993年、仰木退団後の新監督に就任した鈴木啓示は立花を嫌い、疎んじた。「草魂」という座右の銘を持ち、強い精神力で肉体の酷使に極限まで耐えるのがプロ野球選手のあるべき姿という信念を持ち、同一球団での通算317勝（日本プロ野球では最後の300勝投手）を記録した鈴木は、適度な休息を含めた合理性を重視する立花のトレーニング方法を支持せず、選手経験のない立花が選手を惑わせて自らのチーム管理権限を侵害していると捉えた。鈴木と対立し冷遇された立花は近鉄を退団し、1994年メディア活動執筆活動の傍ら日本全国の社会人野球、大学野球を中心に指導にあたり、1995年からは千葉ロッテマリーンズへ移った。
しかし、野茂や吉井理人などの近鉄投手陣の多くはキャンプイン前の自主トレーニングで個人契約の上で立花の指導を受け、鈴木への反発が明確になった。1994年のシーズン終了後に野茂が近鉄を退団してアメリカ・メジャーリーグベースボールチームのロサンゼルス・ドジャースへ移籍し、吉井もトレードによりヤクルトスワローズへ移籍した後、1995年シーズン途中に鈴木も成績不振の責任を取って辞任した。1996年からナイキとアドバイザー契約をする。
一方、立花はロッテで活躍し、特に1995年にはアメリカ人監督のボビー・バレンタインからの信頼も寄せられてチームの2位躍進に貢献した。この時には伊良部秀輝、小宮山悟、エリック・ヒルマンなど、当時リーグ屈指といわれた投手陣を指導した。この年のオフシーズンには、アメリカではなく、初めてキューバに短期留学する。これには、テレビ朝日ニュースステーションも同行し、特番を2週続けて放送される。
1996年千葉ロッテを退団し、韓国プロ野球のサンバンウルレイダーズ（現SKワイバーンズ）の秋季キャンプに臨時コーチとして招かれる。これには、関西テレビの田尾スポが同行し特集を組む。1997年にはメジャーリーグのニューヨーク・メッツへ移籍。これはバレンタインの推薦によるもので、日本人初のメジャーリーグコーチとなった。1998年にはロッテにコンディショニング・ディレクターとして復帰し、2000年までの3シーズン務め、その後はテレビ朝日のニュースステーションや、フジテレビのスポルト、関西テレビの夕方のニュース番組などでレギュラーを務める。また大阪堺市の阪堺病院内に、ストレングス&コンディショニングアカデミー（SCA）を設立主宰する。また社会人野球東邦ガス野球部の指導も行い、2003年61年ぶりの都市対抗大会出場に大きく貢献する。
2004年、筑波大学大学院入学。研究活動の傍ら、2006年に東北楽天ゴールデンイーグルスのコンディショニングディレクターとして6シーズンぶりにプロ野球界に復帰。同年秋に退団後はロッテへ再度復帰しヘッドコンディショニングコーチなどを歴任し、大嶺祐太などを指導していた。2009年限りでロッテを退団した。
2009年に野球用品を中心としたスポーツ用品メーカー・サクライ貿易（東京都台東区）とコラボレーションし、同社から発売されたトレーニンググッズとその商品を使ったトレーニングマニュアルを監修。
2010年〜2012年、J:COM関西ローカル番組「8時です！生放送です！」月曜日レギュラー。
2011年には千葉県習志野市に治療院併設型の「タチリュウコンディショニングジム習志野本店」を主宰。
2012年に大阪府熊取町に治療院、デイサービス併設型の「タチリュウコンディショニングジム熊取店」を主宰。
千葉ロッテ退団後は高校、大学、社会人野球の指導へ積極的に関わっている。
2016年には、日立製作所野球部の都市対抗準優勝に大きく貢献する。
2018年10月より、株式会社ビッグベンとマネジメント契約。

## 執筆活動など
近鉄での成功や野茂への指導などにより、立花は日本プロ野球における合理的トレーニングの先駆者として広く知られるようになった。2001年には大阪府堺市の阪堺病院でコンディショニングの指導を開始し、プロ野球選手以外への指導や啓蒙活動を進めた。
また、スポーツ用品メーカーのナイキの公式サイト内に立花個人の公式サイトを設け、アマチュア野球の指導者や小学生・中学生に対してのアドバイスを送っている。

## 詳細情報

### 背番号
- 89 （1990年 - 1993年、1995年 - 1996年、1998年 - 2000年、2006年、2009年）
- 90 （2007年 - 2008年）

## 関連情報

### 著書
単著
- 『ピッチャーズコンディション』（日刊スポーツ出版社、1994年9月、ISBN 4817201355）
- 『ベースボールプレーヤーズTCA理論：肩編（野球選手のための肩の強化法）』（日刊スポーツ出版社、1995年1月、ISBN 4817201444）
- 『野球選手のための腹・背筋の強化法：腰痛防止とパフォーマンスの向上に』（日刊スポーツ出版社、1997年3月、ISBN 481720172X）
- 『野球のパワーアップトレーニング練習法』（西東社、1998年2月、ISBN 4791602730）
- 『今、コーチに求められるもの』（日刊スポーツ出版社、1998年4月、ISBN 4817201886）
- 『ジュニアのためのベースボールコンディショニング』（日刊スポーツ出版社、1999年2月、ISBN 4817201738）
- 『メジャー初コーチの「ポジティブ・コーチング」』（講談社（講談社ニューハードカバー）、2002年1月、ISBN 4062641798）
- 『個性を引き出すスポーツトレーニング』（岩波書店（岩波アクティブ新書）、2002年3月、ISBN 4007000174）
- 『投手のための筋力トレーニング』（日刊スポーツ出版社、2003年7月、ISBN 4817202181）
- 『野手のための筋力と眼のトレーニング』（日刊スポーツ出版社、2004年4月、ISBN 481720219X）
- 『草野球プレーヤー調整法（Mook）』（ベースボールマガジン社、2005年10月、ISBN 4583613490）
- 『運動神経は10歳で決まる!：立花龍司が教える「ゴールデンエイジ・トレーニング」』（大木毅監修、マキノ出版、2006年4月、ISBN 4837670563）
- 『立花龍司のメジャー流少年野球コーチング：小学生編』（高橋書店、2006年5月、ISBN 4471142305）
- 『DVDでわかる!野球パワーアップ・トレーニング』（西東社、2007年8月、ISBN 9784791614622）
- 『立花龍司のメジャー流少年野球コーチング：中学生編』（高橋書店、2007年10月、ISBN 9784471142315）
- 『少年スポーツ体のつくり方!』（西東社、2008年7月、ISBN 9784791615186）
- 『ひざのスポーツ障害を自分で治す本：ランナーズニー、ジャンパーズニーから半月板・靭帯の損傷まで』（寺田壮治監修、マキノ出版、2011年5月、ISBN 9784837671565）
- 『一流の指導力：日米プロ野球で実践した「潜在力」の引き出し方』（ソフトバンククリエイティブ（ソフトバンク新書）、2012年3月、ISBN 9784797366808）
- 『スコアが伸びる!ゴルファーのためのボディメイク』（マキノ出版、2012年5月、ISBN 9784837671787）
- 『運動の「できる子」にする!：12歳までに取り組みたい89のトレーニング』（東邦出版、2012年10月、ISBN 9784809410673）
- 『プロ野球打者の共通フォーム＆習得法（Mook版）』（ベースボールマガジン社、2013年8月、ISBN 9784583109480）
- 『プロ野球投手の共通フォーム＆習得法（Mook版）』（ベースボールマガジン社、2013年8月、ISBN 978-4583620169）
- 『野球トレーニング大辞典ー小中学生編』（スタジオクリエイティブ、2013年7月）
- 『プロ野球打者の共通フォーム＆習得法（ハンディ版）』（ベースボールマガジン社、2014年10月）
- 『プロ野球投手の共通フォーム＆習得法（ハンディ版）』（ベースボールマガジン社、2014年10月）
- 『最新！メジャー流野球コーチング術投打の基本と、折れない心と体の作り方』（竹書房、2015年4月）
- 『50代からの老けない、太らない体の作り方』（朝日新聞出版社、2016年）
- 『30超えたら女も男もアンチエイジング-本気できれいな体になりたい人へ』（ベースボールマガジン社、2016年4月）
- 『野球少年のやる気と能力を最大限に引き出す魔法のアドバイス』（竹書房、2016年）
- 『励ます技術』（竹書房、2018年4月）
- 『科学に基づくフライボール打法〜アッパーのスイング軌道でOPSを上げろ！』（ベースボールマガジン社、2019年7月）
- 『スポーツ少年の運動能力を飛躍的に向上させる強い「眼」の作り方』（竹書房、2020年3月）

監修
- 『立花龍司のボディー・コンディショニング』（日本放送出版協会（別冊NHKおしゃれ工房）、2006年2月、ISBN 4149275548）

### 出演番組
- 「ニュースステーション」（テレビ朝日）